# Provócame
Provócame è il sesto album in studio del cantante portoricano Chayanne, pubblicato nel 1992.

## Tracce
1. Provócame (Nobody Else)
2. El centro de mi corazón
3. Isla desnuda
4. Mi primer amor (Wishing on the Same Star)
5. Mimi
6. El arte de amar
7. Dime lo que quieres que haga
8. Todo el mundo necesita un beso
9. No puede ser
10. Socca Dance
11. Éxtasis (Je t'aime... moi non plus)